# Georges Couthon
Pour l’article ayant un titre homophone, voir Georges Couton.
Georges Auguste Couthon, également connu sous le nom d’Aristide Couthon, est un avocat, homme politique et révolutionnaire français, né le 22 décembre 1755 à Orcet, guillotiné le 28 juillet 1794, place de la Révolution, à Paris.

## Biographie

### Un notable auvergnat
Issu d'une famille de notaires royaux originaire de Saint-Sauves-d'Auvergne (village de Beauberty), Georges Couthon est le fils de Joseph Couthon, un notaire né à Orcet le 15 juillet 1721, mort au même endroit le 13 novembre 1787, et de Marie Lafond (née le 28 octobre 1721), fille de Georges Lafond, un marchand de bestiaux clermontois. Marié le 24 mai 1751, le couple a huit enfants, dont quatre morts en bas âge. Georges est le quatrième enfant du couple et le second fils survivant. Son frère aîné Pierre devant hériter de l'office de notaire de leur père, il se destine au métier d'avocat.
Après avoir étudié le droit auprès d'un procureur royal de Riom, il se rend en octobre 1780 à Reims, où il séjourne quelques mois, afin d'y achever ses études à l'université. Muni de son titre, il emménage à Paris le 1er avril 1781, dans un appartement, au troisième étage, rue Sainte-Avoye, près du Châtelet, et s'inscrit comme avocat au Parlement de Paris. Toutefois, y étant peu connu, il semble avoir eu des difficultés à se trouver une clientèle et quitte son logement en juillet 1782, avant de rentrer à Clermont-Ferrand. Inscrit au nombre des avocats stagiaires le 21 mai 1783 au barreau de la ville, il s'installe dans un appartement du 18 rue Ballainvilliers. Reçu avocat en 1785 au barreau de Clermont-Ferrand, il se fait remarquer « par la douceur et la politesse de ses manières, son caractère bienveillant et serviable », ainsi que son langage clair, précis et persuasif. Par ailleurs, il donne des consultations gratuites aux pauvres et favorise les intérêts des institutions charitables (il est commissaire du bureau de charité de la paroisse de Saint-Genès en mars 1790). Grâce à sa bonne réputation, il est, avec Jean-François Gaultier de Biauzat, l'un des trois avocats désignés pour former le conseil judiciaire adjoint à l'assemblée du tiers état, à l'assemblée provinciale, le 13 novembre 1787. En septembre 1787, il adhère à la Société littéraire de Clermont-Ferrand.
Par ailleurs, le 2 décembre 1786, il est initié franc-maçon, à la loge Saint-Maurice (la plus huppée), à l'Orient de Clermont,, soit à une date assez tardive ; mais il est reçu maître dès le 3 juin 1787, puis élu orateur six jours plus tard. Surnommé l'avocat des pauvres, il a pu être attiré, selon Pierre-Yves Beaurepaire, par le but philanthropique de la maçonnerie. Par ailleurs, son déisme et son attachement à la vertu et à la pureté lui semblent en adéquation parfaite avec les Constitutions d'Anderson.
Souffrant de douleurs articulaires depuis l'enfance (à dix ans, par exemple, un voyage dans le froid et l'humidité, assis dans un char à découvert, provoque un torticolis), il perd progressivement l'usage de ses jambes à partir de 1782, malgré divers traitements, notamment des bains d'eaux ou de boues. Ainsi, en 1782, il se rend à Néris-les-Bains, près de Montluçon, réputée pour ses eaux sulfureuses. En dépit de ce handicap, il se marie, le 16 janvier 1787 avec Marie Brunel, fille du notaire-greffier et lieutenant du bailliage d'Orcet Antoine Brunel âgée de 22 ans,, avec laquelle il a deux enfants, Antoine-François-Xavier, né le 17 décembre 1787 à Clermont-Ferrand, mort le 8 novembre 1867 à Orcet, et Jean-Pierre-François-Hippolyte, né le 21 janvier 1790 à Clermont-Ferrand.

### L'engagement révolutionnaire

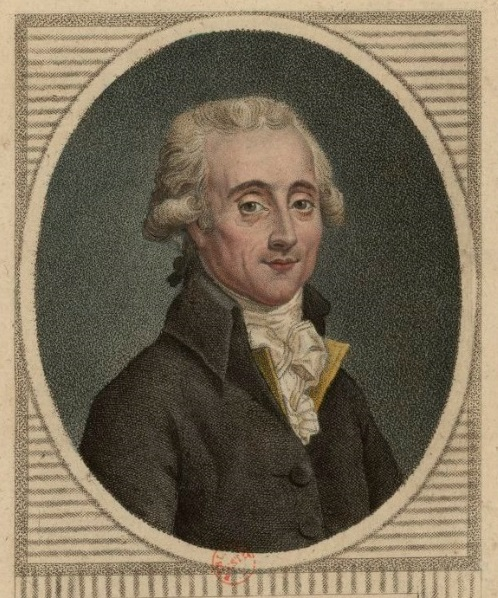
Georges Couthon,
Paris, BnF, département des estampes et de la photographie, 1792.

#### Député aux États généraux
Partisan de la Révolution, il est choisi pour représenter sa paroisse d'Orcet pour les élections aux états généraux. Membre du conseil municipal permanent de Clermont-Ferrand le 14 juillet 1789, il est élu troisième officier municipal de Clermont-Ferrand dès le premier tour de scrutin le 24 janvier 1790 ; Jean-François Gaultier de Biauzat, le maire, représentant le département aux états généraux, il préside souvent le conseil municipal.

#### Fondateur du club des Jacobins de Clermont
En mars 1790, il est l'un des initiateurs de la « Société populaire des Amis de la Constitution », affiliée au club des Jacobins. Le 8 novembre suivant, il devient juge président du tribunal du district de Clermont-Ferrand.
En 1791, il fait paraître sans nom d'auteur une comédie en deux actes intitulée L'Aristocrate converti.

#### Député à l'Assemblée nationale
Le 9 septembre 1791, il est élu député du Puy-de-Dôme à l'Assemblée législative, le 8e sur 12 avec 283 voix sur 433 votants. Quittant Clermont-Ferrand, il part pour Paris, où il s'installe au no 366 (devenu 398 par la suite) de la rue Saint-Honoré, dans la maison du menuisier Maurice Duplay, où demeure Maximilien de Robespierre.
À l'Assemblée, il se distingue dès les premiers jours par son éloquence et ses idées démocratiques ; lors de la discussion concernant le cérémonial à observer lors de la venue du Roi, il propose et fait adopter que les députés le recevraient debout et découverts, mais qu'ils pourraient s'asseoir et se couvrir dès qu'il serait arrivé à la tribune, où il prendrait place dans le fauteuil du président, qu'on l'appellerait désormais « roi des Français », mais ni « sire » ni « majesté ». Le 29 février 1792, il prononce un long discours dans lequel il demande l'abrogation totale des droits féodaux. Le 29 mai 1792, il attaque directement la Cour, qu'il accuse d'être le « foyer de toutes les conspirations contre le peuple ».
S'il marche encore, en s'appuyant sur une canne, en octobre 1791, l'hiver, très précoce, lui est funeste. Pendant l'été, il quitte Paris pour prendre les eaux à Saint-Amand-les-Eaux, en Flandre, dans l'espoir de rétablir sa santé. C'est là qu'il apprend la chute de la royauté, qu'il applaudit.
En revanche, il blâme publiquement les massacres de Septembre.

#### Député à la Convention
Le 6 septembre 1792, il est réélu député du Puy-de-Dôme à la Convention nationale, le 1er sur 11 « à la pluralité des voix », sur 695 votants.
Il refuse d'abord de s'engager dans la lutte qui oppose Girondins et Montagnards, mais, lié d'amitié avec Robespierre, il prend position en sa faveur quand il est attaqué, par Barbaroux en octobre et Louvet en novembre, et finit par rejoindre les bancs de la Montagne devant les attaques répétées de la Gironde contre la Commune de Paris et les menaces fédéralistes. Il indique à la tribune des Jacobins que la prépondérance des Girondins au sein des institutions, et en particulier au sein du Comité de Constitution, lui a « dessillé les yeux ». Lors du procès de Louis XVI, il vote la peine de mort sans appel ni sursis.

#### Représentant en mission dans le département du Loiret
Le 26 novembre 1792, il est envoyé en mission dans le Loiret pour y rétablir l'ordre et la circulation des grains. Le 2 et le 3 mars 1793, la Convention le charge par décret, avec Goupilleau de Montaigu et Michel, d'organiser la réunion à la France de la principauté de Salm, intégrée dans le département des Vosges. Rappelés le 30 avril suivant, les trois députés sont de retour à Paris au plus tard le 1er mai,.
Le 31 mai 1793, il contribue à la chute des Girondins mais demande que l'on use de modération à l'égard des vaincus et se propose comme otage pour tranquilliser Bordeaux sur le sort de ses députés. Il est également l'un des rédacteurs de la Constitution de l'an I.

#### Membre du Comité de salut public

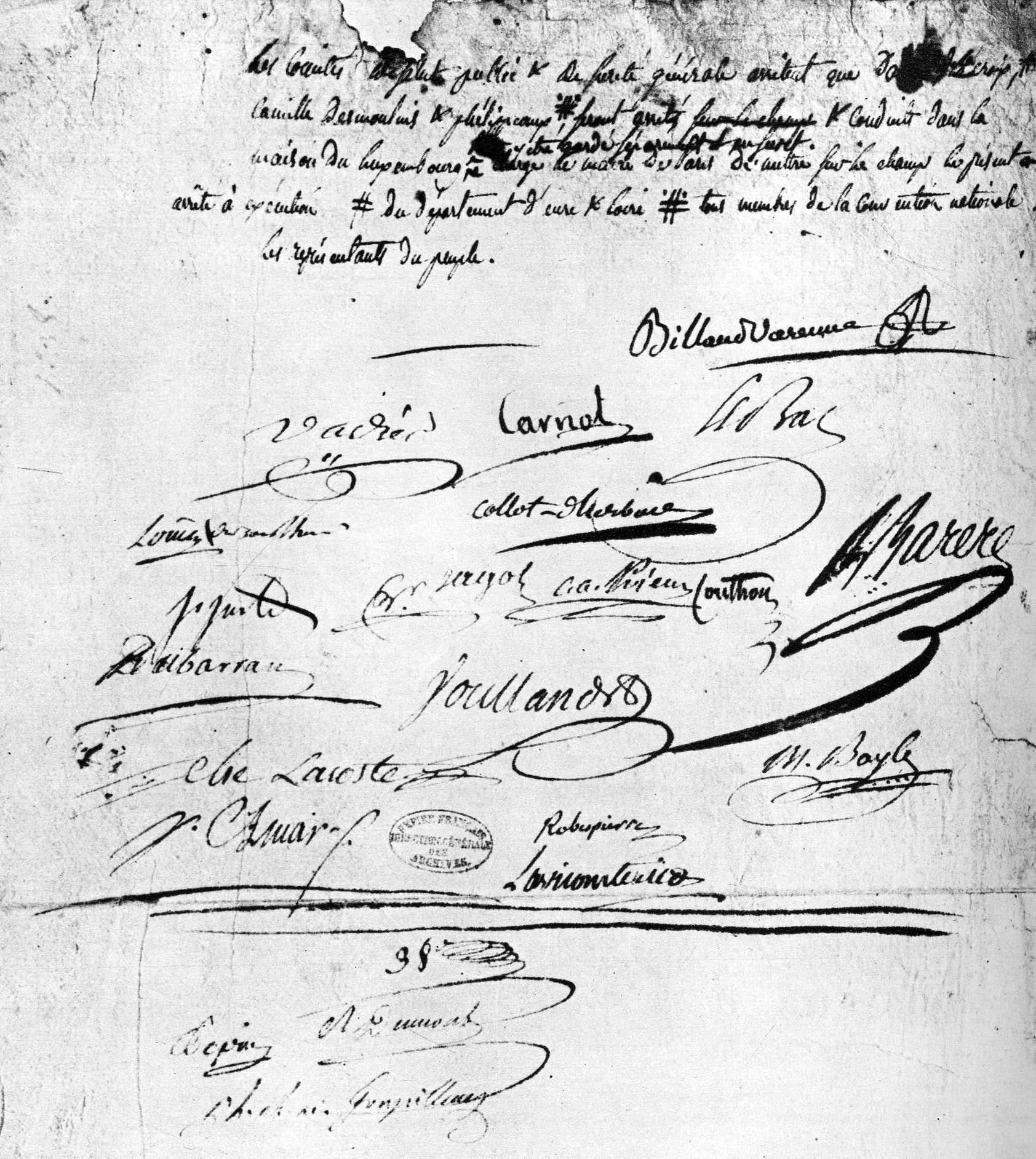
Mandat d'arrêt de Danton et de ses amis, signé par les membres du Comité de Salut public et du Comité de Sûreté générale le 30 mars 1794 (Archives nationales, Paris).

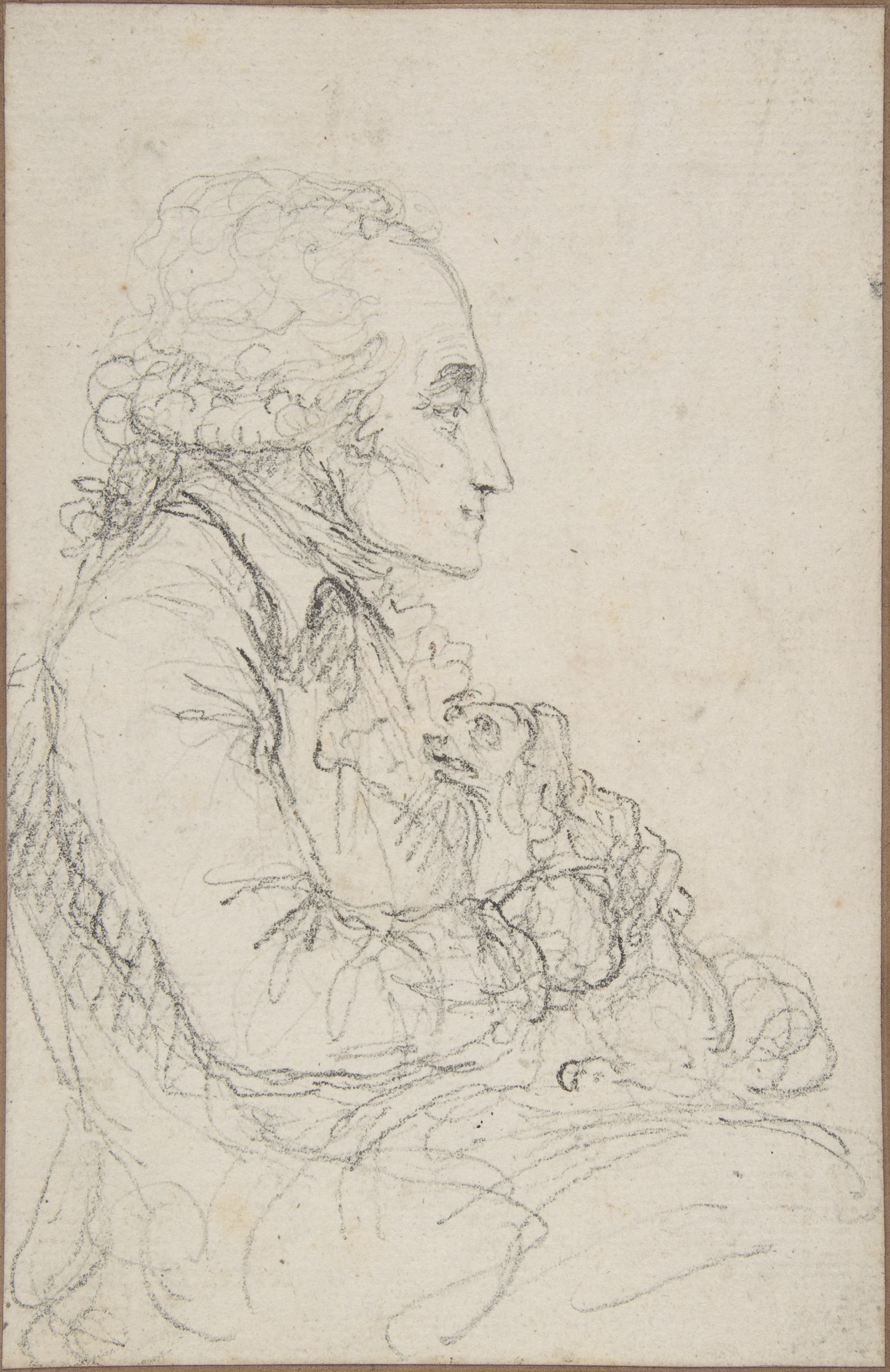
Couthon à la Convention nationale en 1793, dessin de Vivant Denon, Metropolitan Museum of Art.

Adjoint au Comité de salut public le 31 mai et chargé de la correspondance générale, il est nommé membre du comité lors du renouvellement du 10 juillet. Le lendemain, il présente un rapport sur la révolte de Lyon dans lequel il réclame des mesures énergiques mais s'oppose à ce que la ville soit déclarée « en état de rébellion », ne voulant pas qu'on confonde les bons citoyens avec les mauvais. Défenseur des paysans, il fait voter, via le décret du 17 juillet 1793, comme il l'avait demandé en février 1792 à l'assemblée législative, l'abolition complète,inconditionnelle sans indemnité ni recours possible de la part des seigneurs, des droits féodaux et le brûlement des titres féodaux. Ce texte radicalisait le décret précédent du 25 août 1792, qui reconnaissait dans certains cas le droit aux seigneurs de contester devant un tribunal cette dépossession inconditionnelle de leurs titres féodaux. De même, le 20 août, Couthon prend un arrêté contre les anciens privilèges prévoyant notamment, dans son premier article, la destruction de « tous les châteaux-forts, donjons, tours et autres monuments de la féodalité », ainsi que le comblement des « fossés qui les environnent », des citernes et des « souterrains pratiqués auprès », dans son département.

#### Représentant en mission, siège de Lyon, et massacres
Le 21 août, il est envoyé en mission à l'armée des Alpes et dans le Rhône-et-Loire avec Châteauneuf-Randon et Maignet, afin de faire rentrer Lyon dans le rang. Le 1er septembre, sa mission est élargie à la Lozère, mais il ne s'y rend pas. Après s'être assuré du Puy-de-Dôme, où il lève des troupes, il prend la tête d'une armée de 10 000 hommes et fait le siège de Lyon, dont les autorités ont passé outre aux tentatives de conciliation en faisant guillotiner Chalier. Entré dans la ville le 9 octobre, il mène une répression modérée : n'appliquant qu'en partie le décret de la Convention qui prescrit sa destruction, il ne fait abattre que quelques maisons. Il est rappelé à Paris le 9 brumaire an II (30 octobre 1793) ; la répression deviendra extrêmement violente avec la désignation de Collot d’Herbois et de Fouché. À son arrivée, il reçoit les félicitations de l'Assemblée.

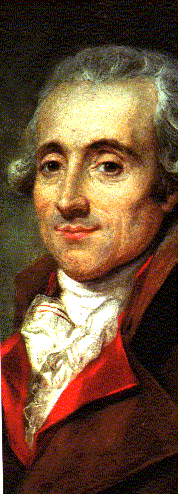
Couthon.

Reprenant ses travaux au Comité de salut public, il est élu président de la Convention le 21 décembre 1793, intervient fréquemment sur les questions militaires, fait décréter d'accusation le général Westermann et contribue à la chute des Hébertistes et des Dantonistes.

#### Membre du comité de législation civile

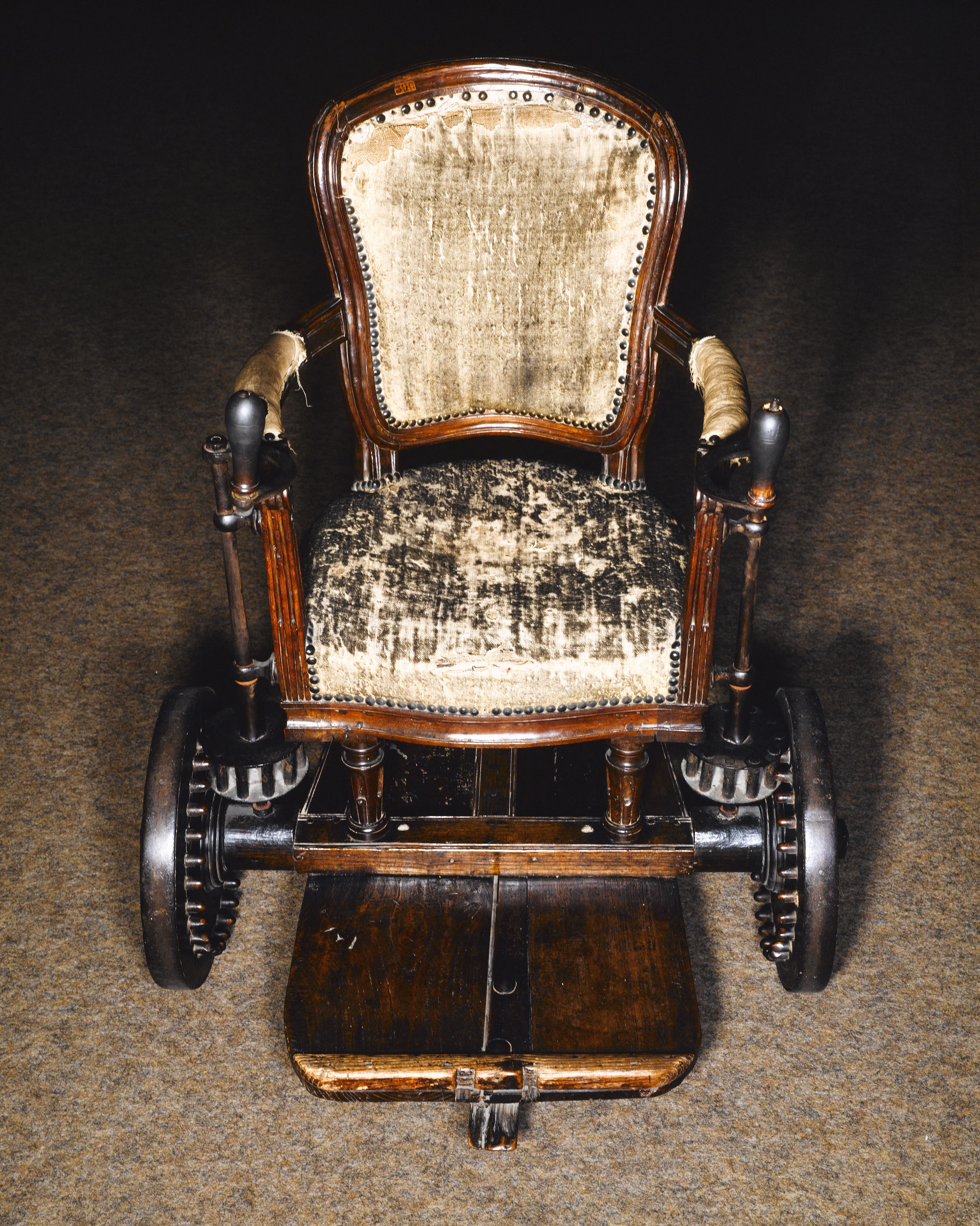
Fauteuil de Georges Couthon.

À partir de février ou mars 1794, il utilise un fauteuil « à trémoussoir ou élastique » emprunté au Mobilier national, qui avait appartenu à la comtesse d'Artois et se trouvait à Versailles ; celui-ci est conservé au musée Carnavalet.
Le 27 germinal an II (16 avril 1794), la Convention décide, par décret, de nommer une commission parlementaire « chargée de rédiger en un code succinct et complet les lois qui ont été rendues jusqu'à ce jour, en supprimant celles qui sont devenues confuses ».
Couthon est élu le 3 floréal an II (22 avril 1794), avec Cambacérès et Merlin de Douai, tous deux députés de la Plaine et membres du Comité de législation.

#### Membre du comité de législation morale
Une autre commission étant, quant à elle, « chargée de rédiger un corps d'instruction civile propre à conserver les mœurs et l'esprit de la liberté », il fait adopter le principe qu'elle sera choisie par le Comité de salut public, indiquant qu'« un membre du comité », en l'occurrence Saint-Just, « s'est déjà occupé du travail ».
Le 18 floréal an II (7 mai 1794), il défend le décret présenté par Robespierre d'après lequel la République française reconnaît l'Être suprême et propose que son discours soit traduit dans toutes les langues et diffusé dans tout l'univers.

#### Création du Tribunal révolutionnaire
Rapporteur de la loi du 22 prairial (10 juin 1794) corédigée avec Robert Lindet, loi dite de « Grande Terreur » qui réorganise le Tribunal révolutionnaire, il déclare devant la Convention : « Le délai pour punir les ennemis de la patrie ne doit être que le temps de les reconnaître ; il s’agit moins de les punir que de les anéantir… Il n’est pas question de donner quelques exemples, mais d’exterminer les implacables satellites de la tyrannie ou de périr avec la République. » Toutefois, selon plusieurs historiens,, cette loi – qui reprend de nombreux éléments introduits par le Comité de salut public lors de la création de la commission populaire d'Orange – limite les causes d’exclusion politique et remet en cause la systématicité de la répression en rapport avec la faute reprochée ; elle offre une définition plus précise des motifs d’accusation (article 6), ce qui réduit l’arbitraire ; enfin, les articles 10, 11 et 18 stipulent que les Comités de salut public et de sûreté générale doivent pouvoir contrôler les poursuites engagées devant le Tribunal révolutionnaire. Pour Albert Mathiez, Jacques Godechot, Jean-Clément Martin ou Olivier Blanc, la Grande Terreur vient de ce que la loi a été sabotée par les adversaires de Robespierre, afin de le discréditer,.
Le 15 et le 19 messidor (3 et 7 juillet 1794), le Comité de salut public l'envoie par arrêté en mission aux armées du Midi, lui délivrant le 19 un passeport « pour aller en mission dans l'intérieur de la République et près les armées du Midi » en compagnie de sa famille, mais il reste à Paris.

### Le 9 thermidor et la postérité

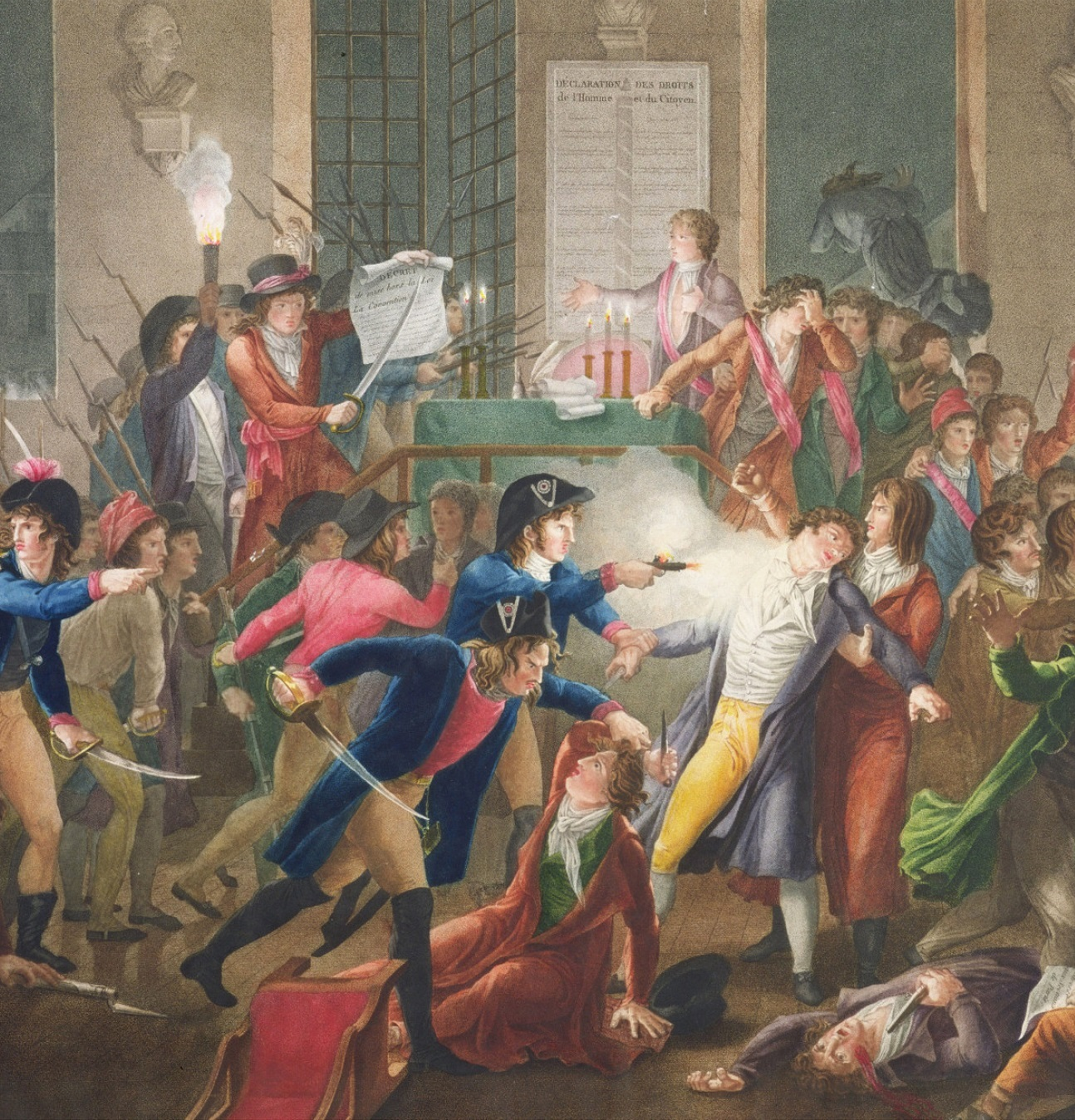
La Nuit du 9 au 10 thermidor an II. Arrestation de Robespierre (détail), estampe de Jean Harriet Fulchran et Jean Joseph François Tassaert, XIXe siècle (musée Carnavalet, Paris).

Accusé le 9 thermidor avec Robespierre et Saint-Just de former un « triumvirat » aspirant à la dictature, il est mis en accusation avec ses collègues, ainsi que Augustin Robespierre (surnommé Robespierre le Jeune) et Le Bas. Enfermé à la prison de la Bourbe, il en est extrait dans la nuit, une heure après minuit, par les membres de la Commune insurrectionnelle, qui lui remettent ce mot signé de Robespierre le jeune, Saint-Just et Robespierre l'ainé : « Couthon, tous les patriotes sont proscrits, le peuple tout entier est levé ; ce serait le trahir que de ne pas te rendre avec nous à la Commune, où nous sommes actuellement,. » Puis ils le conduisent à la Maison commune.

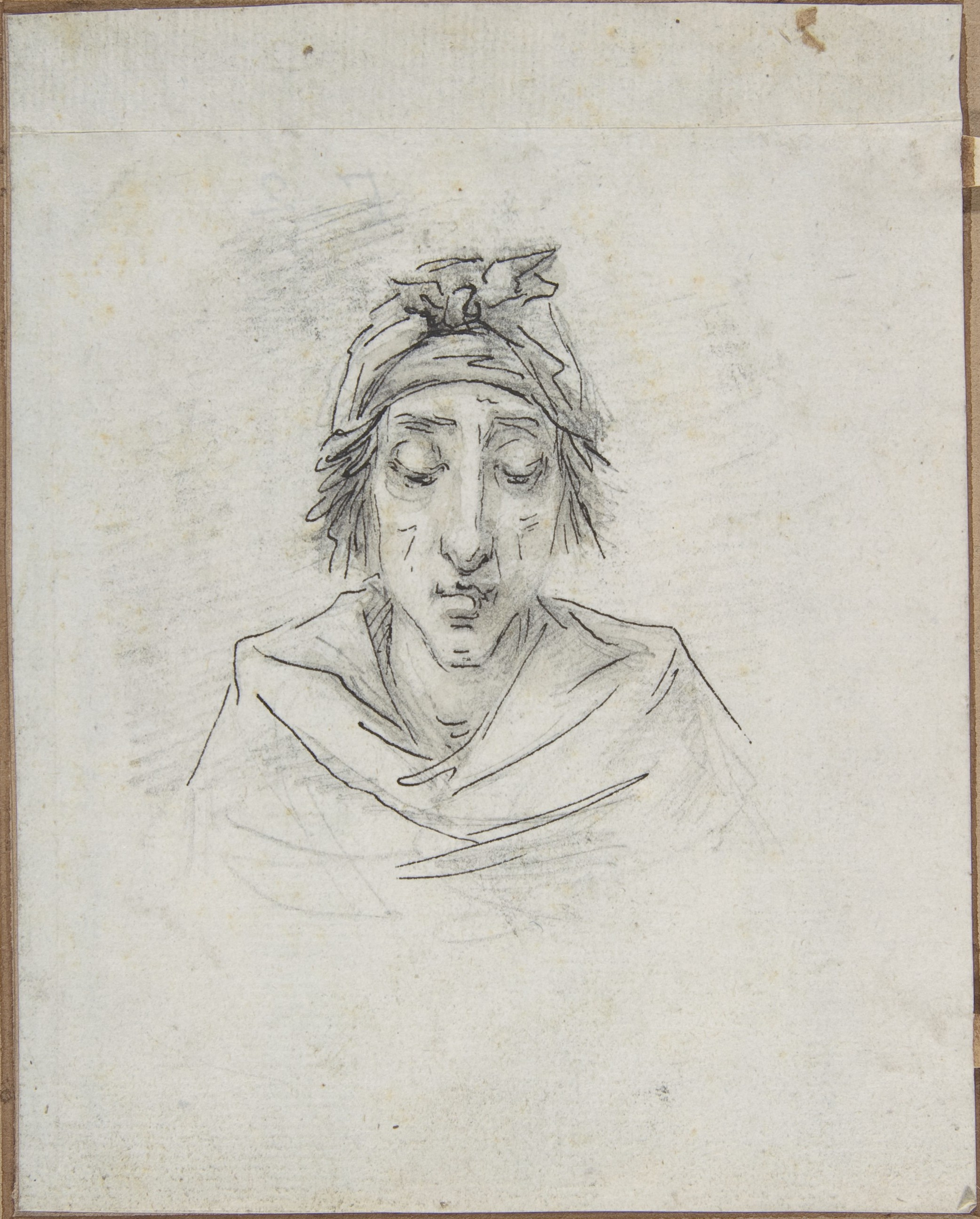
Caricature de Couthon mené à la guillotine le 28 juillet 1794 (10 thermidor an II), dessin de Vivant Denon, Metropolitan Museum of Art.

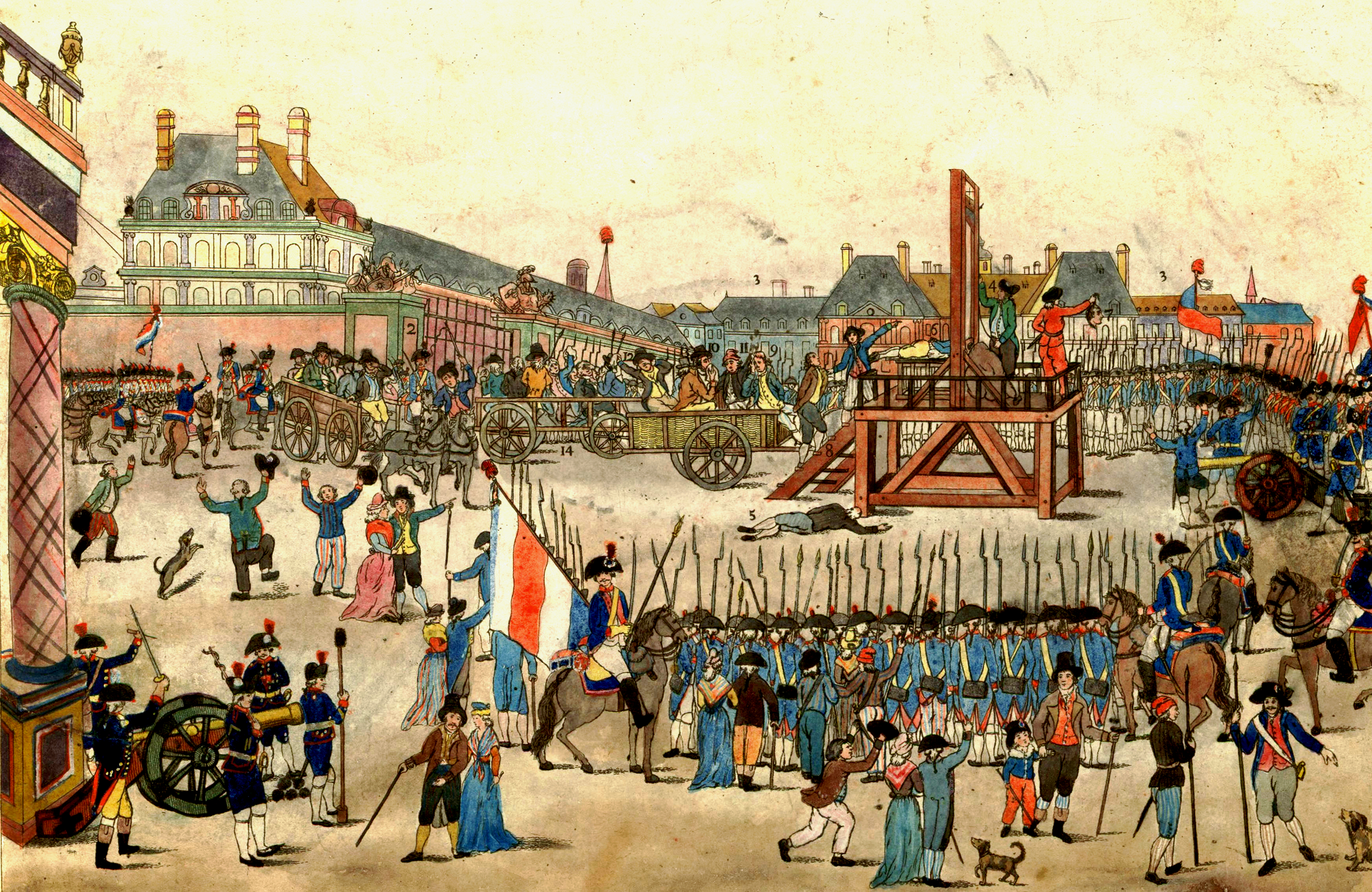
Exécution de Robespierre et de ses complices, 10 thermidor an II, 28 juillet 1794. Couthon sur l'échafaud, Robespierre dans la charrette. Gravure, Bibliothèque nationale de France.

Là, il est arrêté peu après par les troupes fidèles à la Convention ; laissé au bord de l'escalier, il tombe et se blesse à la tête. Porté vers cinq heures à l'hospice de l'Humanité, il est pansé par le docteur Desault, qui le fait ensuite coucher dans le lit no 15 de la salle des opérations. Interrogé par Jean-Antoine Bucquet, juge de paix de la section de la Cité, envoyé par Léonard Bourdon pour s'assurer de son état, il déclare : « On m'accuse d'être un conspirateur, je voudrais bien qu'on lise dans le fond de mon âme ». De leur côté, Barras et Delmas ordonnent à la section de la Cité d'établir un poste à l'hospice, en rendant le commandant de ce poste responsable sur sa tête de la personne de Couthon. Peu après, le juge de paix Bucquet reçoit l'ordre de le conduire, avec l'officier municipal Gobeau, au Comité de salut public, où il retrouve Robespierre à neuf heures. Transféré à la Conciergerie à dix heures et demie, il est exécuté le premier, le 10 thermidor an II (28 juillet 1794), vers dix-sept heures, demeurant jusqu’à la mort fidèle à la politique et à l'amitié de Robespierre. Puis il est inhumé avec les autres robespierristes au cimetière des Errancis.
Parmi les adresses envoyées à la Convention à la suite du 9-thermidor, celle des administrateurs du département du Puy-de-Dôme demande pardon d'avoir donné naissance à « l'infâme Couthon ». À Orcet, le fils aîné de Couthon, âgé de six ans et demi, est renommé, le 30 thermidor, « Antoine Brunel » à la demande de son grand-père maternel, Antoine Brunel, maire de la commune, en séance publique de la municipalité, tandis que son frère Pierre prend le nom de sa mère, Lafond,.
Le 9 ventôse an III (27 février 1795), la veuve de Couthon obtient 238 francs pour un mois et neuf jours d'indemnité de représentant. De même, le 10 germinal (30 mars 1795), les scellés sont levés, et les biens de Couthon sont remis le 4 floréal (23 avril 1795) à sa veuve et à son père, Antoine Brunel. Fidèle à la mémoire de son mari, celle-ci retourne à Orcet, où elle se remarie le 20 floréal an IX (10 mai 1801) avec Louis Charreyre, un officier de santé originaire de Vic-le-Comte, avec lequel elle a deux filles. Après la mort de son second époux, elle meurt, oubliée, 4, rue Saint-Jacques à Clermont-Ferrand le 17 septembre 1843, à l'âge de 78 ans, et est inhumée au cimetière des Carmes.
On a donné le nom de Georges Couthon à une avenue de Clermont-Ferrand ; à un boulevard de Romagnat ; à une place de Carvin ; à une rue d'Aulnoy-lez-Valenciennes, Avion, Chamalières, Gerzat, Guyancourt, La Rochelle, Les Martres-de-Veyre, Longueau, Orcet, Poitiers et Saint-Germain-Lembron ; à une allée d'Amiens, Martigues et Saint-Herblain. Une loge parisienne du Grand Orient de France porte également son nom, ainsi qu'une loge du Grand Orient de France à l'Orient de Clermont-Ferrand, créée en 1961 et intitulée « Les Frères de Georges Couthon,. Une plaque a été apposée par le Conseil municipal d'Orcet sur la maison natale de Couthon lors du colloque de 1981, et son tablier de maître maçon est conservé au musée d'Orcet ».

### Bibliographie

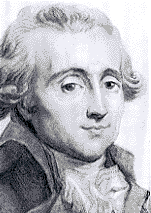
Georges Couthon.

#### Articles

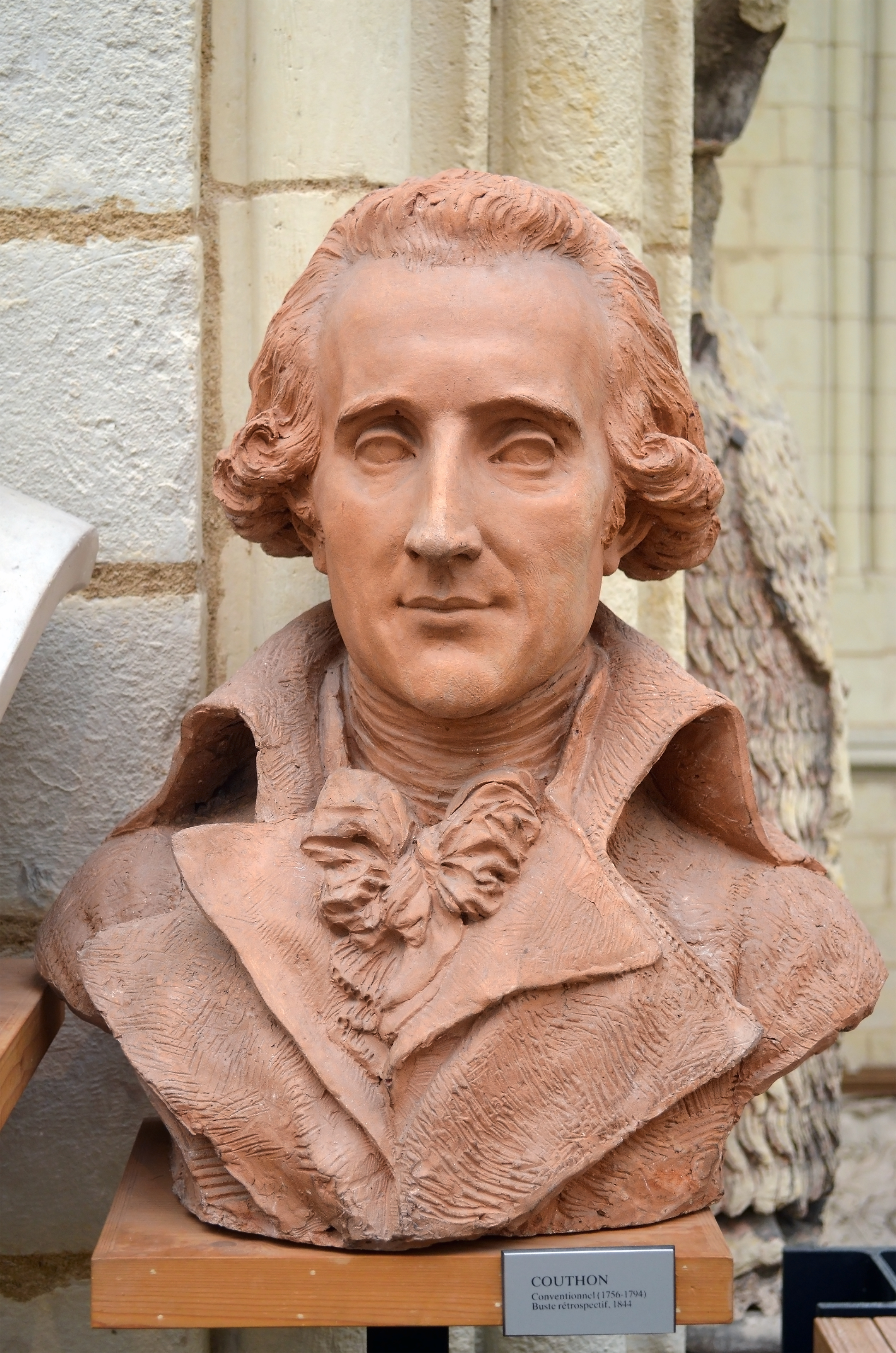
Buste de Georges Couthon par David d'Angers (1844).